# بین‌المللی فرودگاه هرمانوس سردن
بین‌المللی فرودگاه هرمانوس سردن (به انگلیسی: Hermanos Serdán International Airport) (به زبان بومی: Puebla International Airport) یک فرودگاه همگانی با کد یاتا PBC است که یک باند فرود آسفالت دارد و طول باند آن ۳۶۰۰ متر است. این فرودگاه در کشور مکزیک قرار دارد و در ارتفاع ۲۲۴۴ متری از سطح دریا واقع شده‌است.

## شرکت‌های هواپیمایی و مقصدهای پروازی

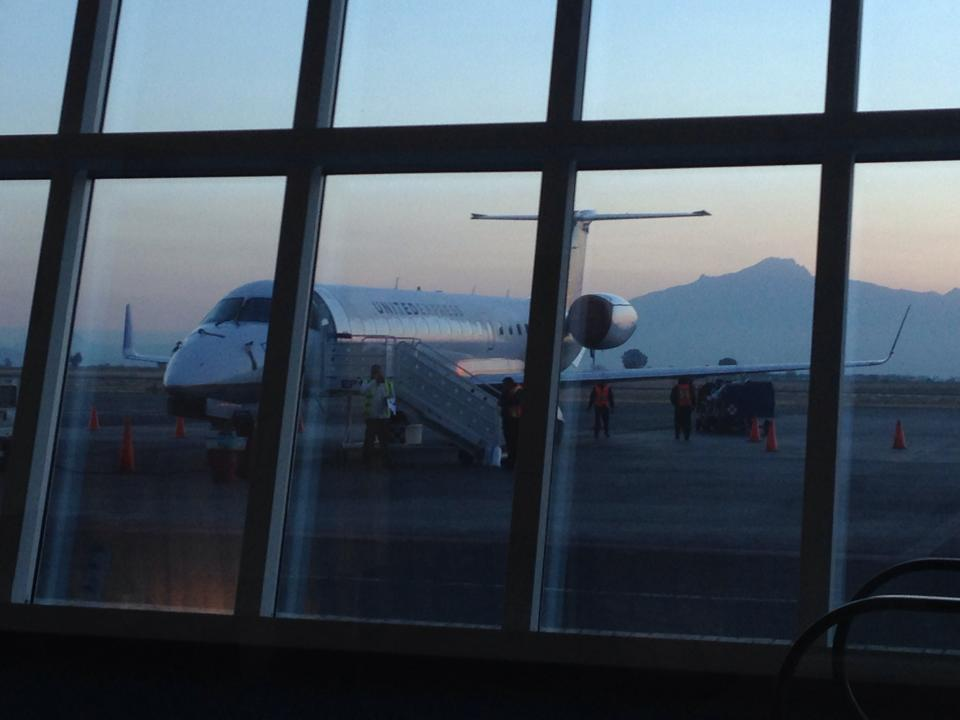
United Express Embraer ERJ 145 and Malinche mountain

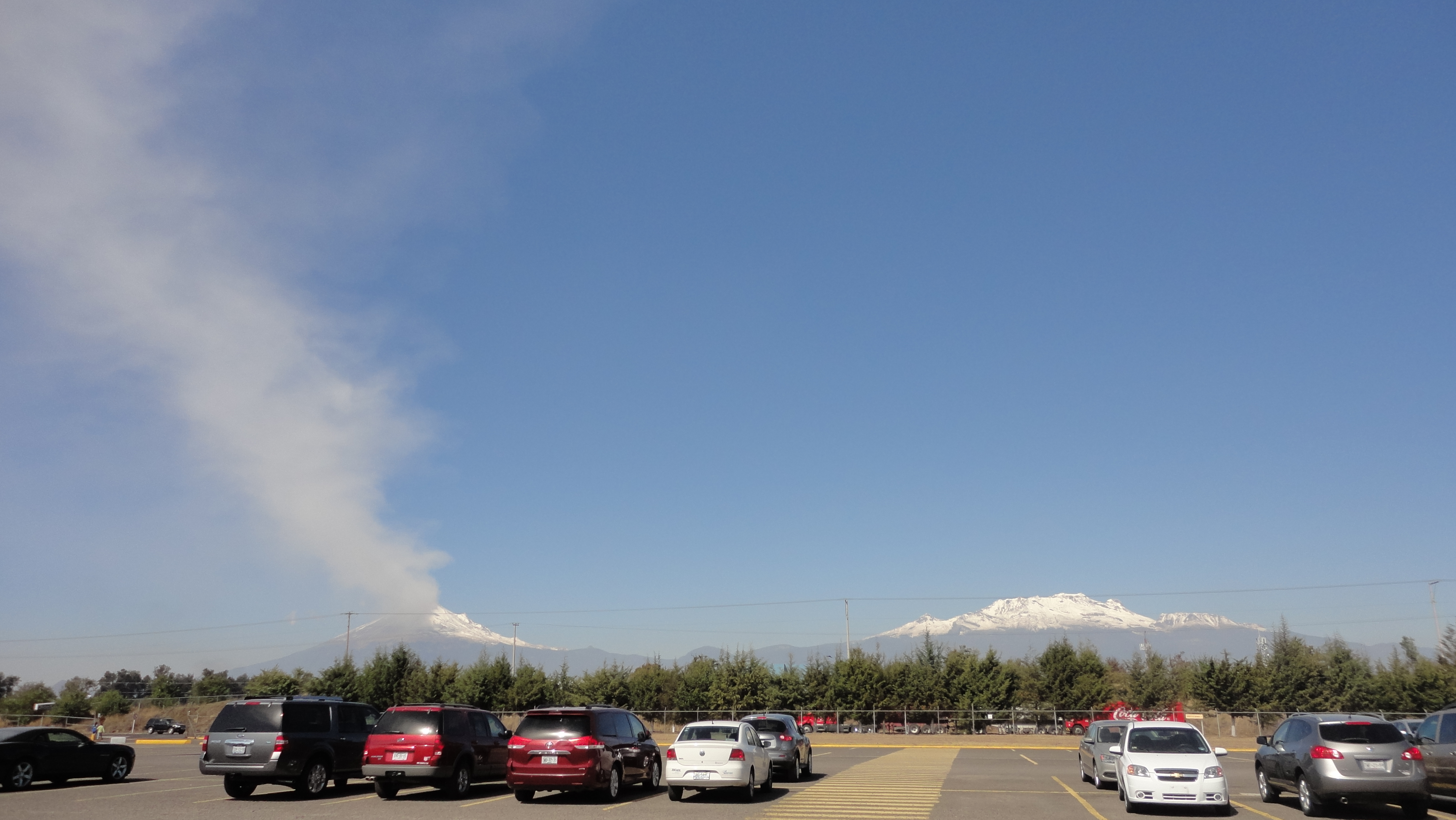
Parking lot and Popocatepetl volcano and Iztaccihuatl mountain.

| شرکت‌های هواپیمایی | مقصدهای پروازی                                                     |
| ----------------- | ------------------------------------------------------------------ |
| Aeromar           | دن میگوئل هیدالگو وای کوستیا                                       |
| آئرومکزیکو کانکت  | ژنرال ماریانو اسکبیدو                                              |
| امریکن ایگل       | دالاس-فورت ورث                                                     |
| یونایتد اکسپرس    | جرج بوش                                                            |
| ویواآئروبوس       | کانکون، کینتانا رو، ژنرال ماریانو اسکبیدو (آغاز از ۱ سپتامبر ۲۰۱۷) |
| Volaris           | کانکون، کینتانا رو، ژنرال ماریانو اسکبیدو، تیخوانا                 |